# Чукарка
Чука́рка (болг. Чукарка) — село в Бургаській області Болгарії. Входить до складу громади Айтос.

## Населення
За даними перепису населення 2011 року у селі проживали 611 осіб.
Національний склад населення села:
| Національність   | Кількість осіб | Відсоток |
| ---------------- | -------------- | -------- |
| турки            | 382            | 62,5%    |
| цигани           | 220            | 36,0%    |
| болгари          | 5              | 0,8%     |
| інша             | 0              | 0%       |
| не визначились   | 4              | 0,7%     |
| Всього відповіли | 611            |          |

Розподіл населення за віком у 2011 році:
Динаміка населення: